# Deutsch-Polnischer Poetendampfer

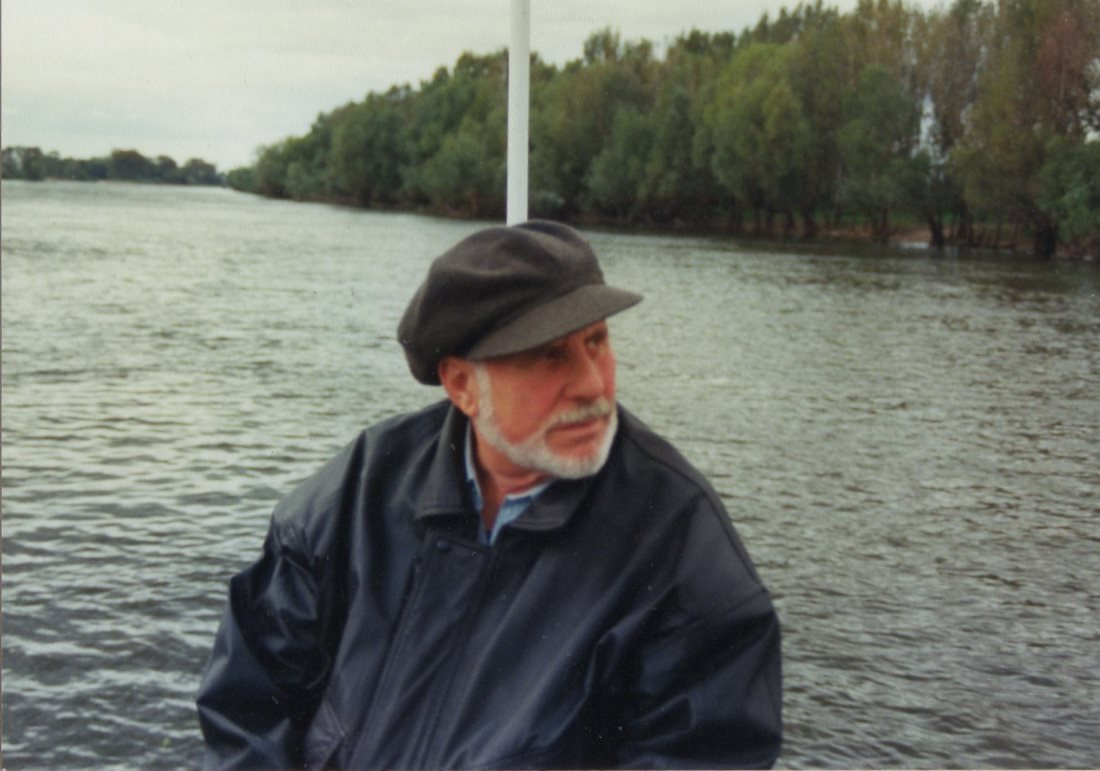
Poetendampferkapitän Hans Häußler an Deck

Der Deutsch-Polnische Poetendampfer (polnisch: Statek Literacki) fuhr unter dem Skipper Hans Häußler mit deutschen und polnischen Schriftstellern von 1995 bis 1999 jährlich jeweils 10 Tage im September zwischen Szczecin und Görlitz/bzw. Wrocław.

## Geschichte
Innerhalb des „Polenplanes“ des VS-Vorsitzenden Erich Loest gab es in Sachsen u. a. das Projekt „wortlust“, in Brandenburg wurde über die Neue Gesellschaft für Literatur (NGL), den RBB und dem Polnischen Schriftstellerverband der Poetendampfer unter Federführung von Hans Häußler ins Leben gerufen.
Innerhalb dieses Großprojektes fanden Veranstaltungen mit Literaten, Übersetzern, Journalisten, Schauspielern und Politikern auf dem Schiff, meist aber in den umliegenden Ortschaften statt – zwischen Szczecin, Zielona Góra, Breslau, Frankfurt (Oder) und Görlitz. Einer der Höhepunkt war die Poetenhochzeit 1998 zwischen dem Leipziger Liedermacher Dieter Kalka und der Grünberger Märchenautorin Agnieszka Haupe auf der Frankfurter Oderbrücke.
Innerhalb von vor Ort gegründeten poetischen Gemeinschaften entstanden Texte und ein Künstlerbuch, welches versteigert wurde und dessen Erlös den Hochwassergeschädigten zugutekam. Auf dem Schiff gab es Kleinprojekte wie das „Literarische Bett“ – wobei zwei polnische und zwei deutsche Lyriker gegenseitig ihre Texte übersetzten. Pro Fahrt wurden 50 – 80 Autoren eingeladen. Ein Teil der Poeten fuhr mit dem Kabinenschiff, ein anderer übernachtete in Hotels.

## Hoch/Niedrigwasser
Als 1997 die Fahrt wegen Hochwasser ausfallen sollte, stellten die polnischen Wasserschutzbehörden ihr Inspektionsschiff Warta 3 zur Verfügung und als 1998 die Fahrt wegen Geld- und Wassermangel problematisch wurde, ließ die Breslauer Wasserwirtschaftsbehörde das Binnenschiff Kościuszko, benannt nach dem polnischen Nationalhelden Tadeusz Kościuszko für das Projekt fahren und öffnete zudem die Schleusen, damit die Oder genug Fahrwassertiefe hatte.

## Teilnehmer
Tadeusz Różewicz, Henryk Bereska, Andrzej Szczypiorski, Bohdan Zadura, Józef Baran, Izabela Filipiak, Bettina Wöhrmann, Ingo Schramm, Ewa Sonnenberg, Urszula Gierszon, Urszula Małgorzata Benka, Marek Śnieciński, Marta Fox, Tina Stroecker, Bohdan Kos, Renata Maria Niemierowska, Bruno Alekzander, Maik Altenburg, Antonín Bajaja, Marcin Baran, Andreas Johannes Painta, Kurt Biedenkopf, Adam Borowski, Markus Braun, Fred Breinersdorfer, Wojciech Browarny, Sigrun Casper, František Černý, Jana Červenková, Michał Chłodnicki, Georg Oswald Cott, Dorota Danielewicz-Kerski, Krzysztof Federowicz, Leszek Firek, Agnieszka Grzybkowska, Frank Hammer, Lothar Herbst, Helmut Höge, Alain Jadot, Ehrenfried Jäschke, Anna Janko, Dieter Kalka, Maciej Cisło, Urszula Kaczmarek, Heinz Kahlau, Manfred Krug, Rainer Kirsch, Henry Martin Klemt, Władysław Klępka, Katarzyna Jarosz-Rabiej, Urszuła Kozioł, Krystyna Kofka, Stefan Chwin, Hanna Krall, Julian Kornhauser, Ursula Kramm-Konowalow, Stephan Krawczyk, Ryszard Krynicki, Adam Krzemiński, Agnieszka Haupe, Mirosław Lalak, Werner Liersch, Artur Liskowacki, Erich Loest, Jacek Łukasiewicz, Karol Maliszewski, Jakub Malukow Danecki, Ludmiła Marjańska, Olav Münzberg, Hans Joachim Nauschütz, Ines Orsin, Dietger Pforte, Ryszard Płucziński, Sigrid Pohl-Häußler, Maria Radziszewska, Till Sailer, Klaus Schlesinger, Marcin Sendecki, Ralf Siegfried, Dorota Simonides, Ewa Maria Slaska, Maciej Stojka, Gabriela Matuszek, Jan Strządała, Leszek Szaruga, Stevan Tontić, Hartmut Topf, Bernd Ulrich, Róza Domascyna, Norbert Weiß, Frank Viehweg, Kay West, Christa Wolf, Krzysztof Maria Załuski, Marcin Zdziarski Pavel Tigrid, Richard Szklorz, Jarosław Broda, Andrzej Jagodziński, Marian Grześczak, Andrzej Stasiuk, Fraya Frömming, Michał Witkowski, Rainer Sachs, Iwona Mickiewicz, José Pablo Quevedo, Paulina Schulz, Pawel Kohut, Victoria Korb, Felix Huby, Ernst-Paul Dörfler, Dariusz Bogucki, Ruda Krautschneider, Henryk Wolski, Michael Zeller, Bronisław Słomka u. v. a.

## Veranstaltungen
Es fanden zumeist Lesungen, aber auch Werkstätten und Aktionen statt, wie ein Buchspektakel zur Vorstellung deutsch-polnischer Literaturzeitschriften (B1, Dialog, Die Fähre, Edition WIR, Odra, Pogranicza, Brulion, Studium, corvinus presse), die „Lange Nacht der Poesie“, Literarische Duette von jeweils einem deutschen und polnischen Autor, Podiumsdiskussionen um Literaturthemen und ein Flussmarathonschwimmen als Protest gegen die Begradigung der Flussufer.

## Publikationen
- Künstlerbuch / Unikat
- Lubliner Lift/Lubelska winda, 1998, Lublin/Dresden, entstandene Nachdichtungen und Texte aus dem Festival „wortlust“ sowie dem Poetendampfer

## Medien und Film
- das Festival wurde vom RBB begleitet. Chefredakteur Singlestein fuhr regelmäßig auf dem Schiff mit. Bernd Dreiocker führte die Interviews[29].
- „Und das Schiff schwimmt weiter“, der 45-minütige Dok-Film von Janusz Kijowski über den Poetendampfer wurde im deutschen Fernsehen (ZDF/RBB) sowie im polnischen Fernsehen mehrfach ausgestrahlt
- 4. Deutsch-Polnischer Poetendampfer 1998: 230 Presseberichte, 30 Radioberichte, 9 Fernsehsendungen, Meldungen auch in belgischen und peruanischen Medien[30]

## Weitere deutsch-polnische Literaturbegegnungen
Die an Polen grenzenden Bundesländer Sachsen und Brandenburg führten seit Anfang der 90er Begegnungen mit polnischen Autoren durch. Vor allem die Schriftstellervereinigung Unabhängige Schriftsteller Assoziation Dresden unter Peter Gehrisch veranstalteten schon 1993 Literaturfestivals in Dresden mit Preisvergaben und Publikationen im Ostragehege und Anthologien wie „Die grüne Grenze“. Das Leipziger Literaturbüro gab 1997 in seiner Lyrikreihe „stechapfel“ das Heft Nr. 35 mit Gedichten von Zbigniew Dmitroca heraus, Nachdichtungen Tom Pohlmann. Der VS Sachsen organisierte mit Dieter Kalka als Projektleiter 1995 das Festival „wortlust“, das getragen von der Deutschen Gesellschaft 1997 noch einmal in Lublin stattfand.
Als Privatinitiative von Renata Maria Niemierowska und Marek Śnieciński wurde das Orpheus-Projekt 2000 in Wrocław erstmals durchgeführt, später dann durch Gert Neumann und Peter Gehrisch in Bad Muskau. Peter Gehrisch führte das Literaturfestival in Lwówek Śląski mit internationalen Gästen weiter.
Der sorbische Künstlerbund unter Benedikt Dyrlich führte 2015 sein 37. Fest der Poesie durch mit sorbischen und slawischsprachigen Autoren sowie jeweils einem deutschsprachigen Schriftsteller (u. a. Peter Handke). Ähnliche Festivals gibt es in Poznań („Ostry nawrót dekadencji“), in Zielona Góra (Uniwersytet Poezji), in Lublin (Czas Poetów der Bruno-Schulz-Stiftung).

## Fotolinks
- Foto: fuhr als Poetendampfer 1995/96
- Foto: Werth Leitner an Bord
- Foto: Statek inspekcyjny/Inspektionsschiff „Kościuszko“ fuhr 1998 als Poetendampfer
- Einige Fotos: Statek inspekcyjny/Inspektionsschiff „Kościuszko“